# 후지타 가즈키
후지타 가즈키(일본어: 藤田 和輝, 2001년 2월 19일~)는 일본의 축구 선수이다.

## 구단 경력
2019년 J2리그의 알비렉스 니가타에 입단하였다. 2022년부터 2024년까지 도치기 SC와 제프 유나이티드 지바에서 뛰었다.

## 국가대표팀 경력
그는 2022년 아시안 게임에 참가할 일본 U-23 국가대표팀에 발탁되었으며, 준우승에 기여했다.